# Saïd Bérioui
Saïd Bérioui (* 3. Juni 1975 in Nador) ist ein marokkanischer Langstreckenläufer.

## Werdegang
1997 gewann Bérioui bei den Mittelmeerspielen die Bronzemedaille beim 5000-Meter-Lauf. Bei den Leichtathletik-Weltmeisterschaften 1997 in Athen und 1999 in Sevilla erreichte er im 10.000-Meter-Lauf den 17. bzw. den 16. Platz.
2000 gewann er im 5000-Meter-Lauf die Silbermedaille bei den Leichtathletik-Afrikameisterschaften in Algier und wurde  bei den Olympischen Spielen in Sydney im 10.000-Meter-Lauf Sechster. 
Bei den Leichtathletik-Weltmeisterschaften 2001 in Edmonton schaffte Bérioui im 10.000-Meter-Lauf den 21. Platz, und bei den Crosslauf-Weltmeisterschaften 2002 trug er mit derselben Platzierung dazu bei, dass das marokkanische Team die Bronzemedaille gewinnen konnte.

## Persönliche Bestzeiten
- 3000 m: 7:41,83 min, 6. Juni 2003, Turin
  - Halle: 7:48,66 min, 23. Februar 2001, Gent
- 5000 m: 13:15,10 min, 9. Juni 1999, Mailand
- 10.000 m: 27:31,00 min, 11. Juli 1998, Villeneuve-d’Ascq